# Live in Paris (album Diany Krall)
Live in Paris – album Diany Krall wydany w roku 2002.
Album w Polsce osiągnął status złotej płyty.

## Lista utworów
1. „I Love Being Here with You” – 5:12
2. „Let's Fall in Love” – 4:34
3. „'Deed I Do” – 5:17
4. „The Look of Love” – 5:00
5. „East of the Sun” – 5:58
6. „I've Got You Under My Skin” – 7:24
7. „Devil May Care” – 6:52
8. „Maybe You'll Be There” – 5:47
9. „'S Wonderful” – 5:59
10. „Fly Me to the Moon” – 6:05
11. „A Case of You” – 7:04
12. „Just the Way You Are”